# Склярова, Пелагея Назаровна
Пелагея Назаровна Склярова (10 июля 1906, Новосёловка, Терская область — неизвестно) — советская колхозница. Герой Социалистического Труда (1950).

## Биография
Пелагея Склярова родилась 10 июля 1906 года в селе Новосёловка Кизлярского отдела Терской области (сейчас село Таловка Тарумовского района Дагестана) в крестьянской семье. По национальности русская. 
Получила начальное образование.
Трудилась наёмным работником на частных виноградниках.
В 1932 году одной из первых вступила в виноградарский колхоз «Победа», созданный в Кизлярском городском округе. С 1936 года руководила звеном бригады № 5.
Во время Великой Отечественной войны была труженицей тыла, участвовала в строительстве оборонительных сооружений в окрестностях Кизляра.
В 1949 году звено, которым руководила Склярова, показало высокий урожай, собрав с 3,2 гектара поливных виноградников в среднем 177 центнеров с гектара.
12 июля 1950 года Указом Президиума Верховного Совета СССР за получение высоких урожаев винограда в 1949 году удостоена звания Героя Социалистического Труда с вручением ордена Ленина и золотой медали «Серп и Молот».
В 1954 году участвовала во Всесоюзной сельскохозяйственной выставке в Москве.
Была депутатом Грозненского областного и Кизлярского городского Советов депутатов трудящихся.
Жила в селе Южное Кизлярского района.
Дата смерти неизвестна.